# Kukleny
Kukleny (německy Kuklen) jsou místní částí statutárního města Hradec Králové. Nachází se na západním okraji města a působí zde komise místní části Kukleny, jejíž územní působnost ale zasahuje částečně i do sousední části Pražské Předměstí.
Kukleny je také název katastrálního území o celkové rozloze 4,03 km2.

## Historie

Historický znak Kuklen

Svůj název Kukleny získaly podle tradičního názvu pozemků (Kukleny, Kukliny), které zde snad vlastnil hradecký měšťan Kuklina, který žil ve 14. století. První písemná zmínka pochází z roku 1547. Ale teprve když se začala budovat královéhradecká pevnost, bylo zbořeno tehdejší Pražské předměstí a jeho obyvatelé se sem přestěhovali, začaly se Kukleny rozvíjet. Na do té doby málo osídleném místě byl např. postaven minoritský klášter s kostelem sv. Anny. Až do roku 1848 šlo o předměstí Hradce Králové, poté o samostatný městys, ke kterému bylo připojeno jak Pražské Předměstí, tak tehdejší osady Farářství, Šosteny, Rybárny (tehdy zvané jako Rybárna) a Temešvár (ten se v roce 1890 rozdělil a část připadla nově osamostatnělému Pražskému Předměstí). Kukleny postupně získaly průmyslový charakter, kromě Škodovky zde byl cukrovar, několik koželužen, strojírna nebo slévárna. Působil zde divadelní spolek „Tyl“, Sokol, okrašlovací spolek, pohřební spolek, esperantisté nebo spolek baráčníků. Fotbal zde začali hrát fotbalisté SK Kukleny. Na přelomu dvacátých a třicátých let 20. století se Kukleny staly městem, tehdy také dosáhly největší velikosti (k roku 1930 v 577 domech žilo celkem 4503 obyvatel). Roku 1942 ale byly definitivně připojeny k Hradci Králové a počet obyvatel postupně klesal.

## Doprava
V Kuklenách je železniční zastávka Hradec Králové-Kukleny na železniční trati 020 vedoucí z Velkého Oseka do Hradce Králové. Zastavují zde osobní vlaky Českých drah linek V10 a V20 systému IREDO. Zastávka je v provozu již od roku 1919.
Kuklenami prochází páteřní trolejbusová linka č. 3 městské hromadné dopravy (zastávky ZVU, Veterinární škola, Základní škola Kukleny, Anenské náměstí, KUKLENY náměstí, Bláhovka, KUKLENY ALBERT).
Autobusová doprava je vedena především od terminálu hromadné dopravy. Z Kuklen pak pokračují autobusy městské dopravy do Svobodných Dvorů a Stěžer (linka 16 a 26) a meziměstské autobusy do Nového Bydžova (linky 101,102 a 105), Chlumce nad Cidlinou (linka 103), Nechanic (linka 104) a Lázní Bohdaneč (linka 109).
Na západním okraji Kuklen se nachází Dálnice D11 (peáž s D35). Kukleny jsou na ni napojeny exitem 90, který je nazýván Bláhovka.

## Příroda
Kuklenami protéká Labský náhon a na hranici katastru se do něj vlévá Chaloupecká svodnice. Podél náhonu jsou připravovány dva parky, Sádky a Pernštejnů.

## Sousední čtvrti
- Pražské Předměstí
- Plačice
- Svobodné Dvory
- Plotiště nad Labem

## Fotogalerie

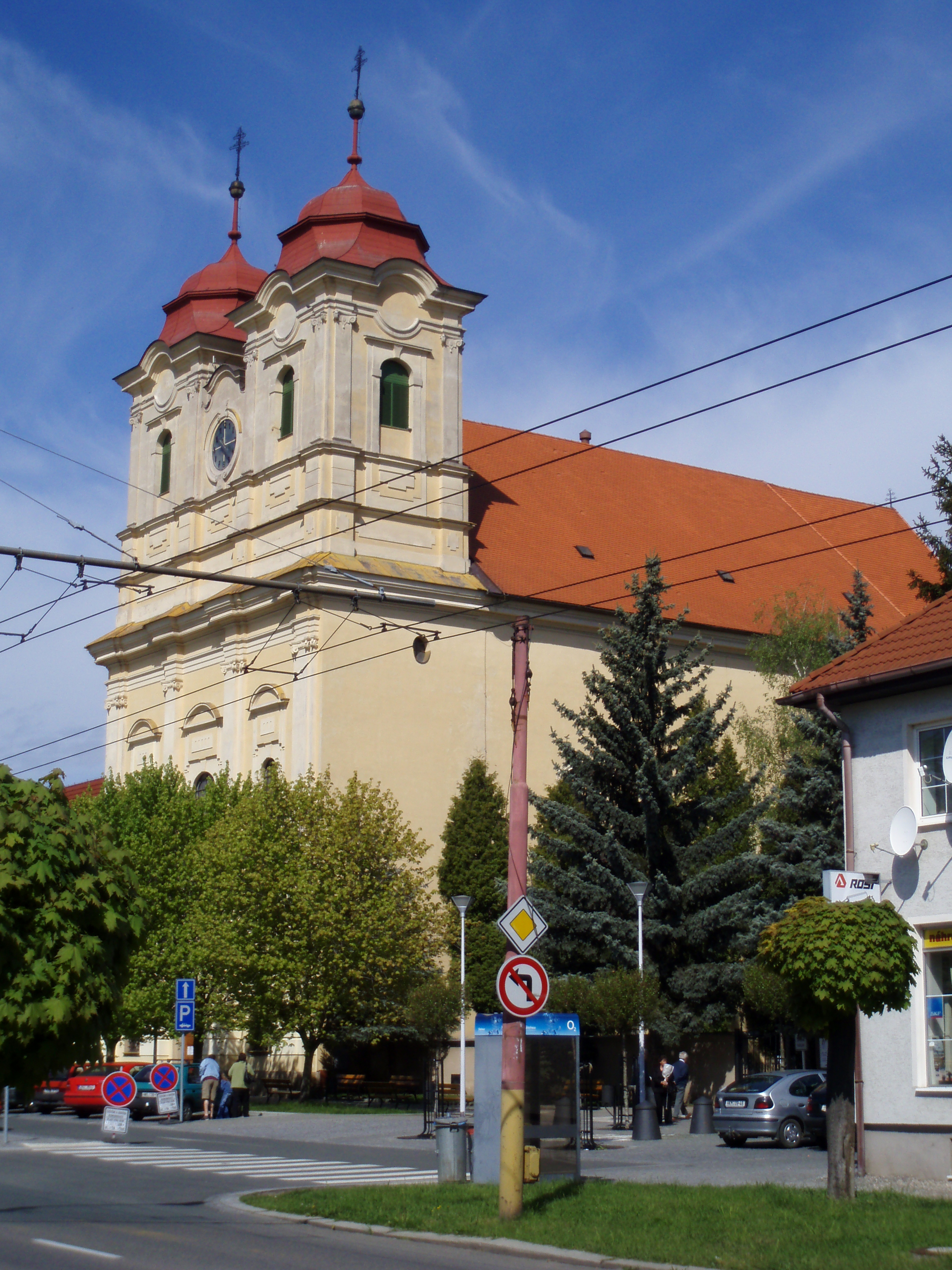
Kostel svaté Anny
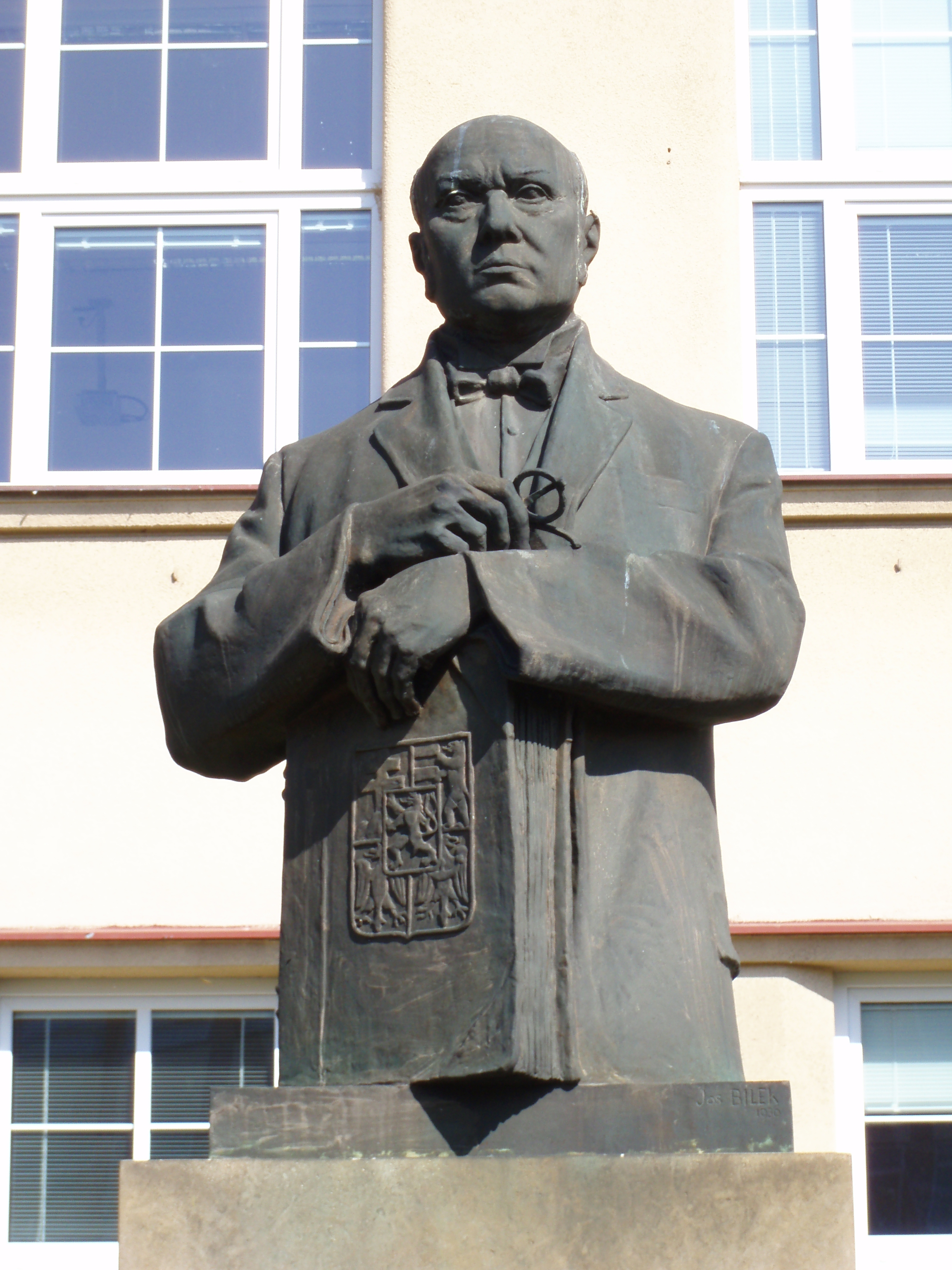
Pomník Antonína Švehly
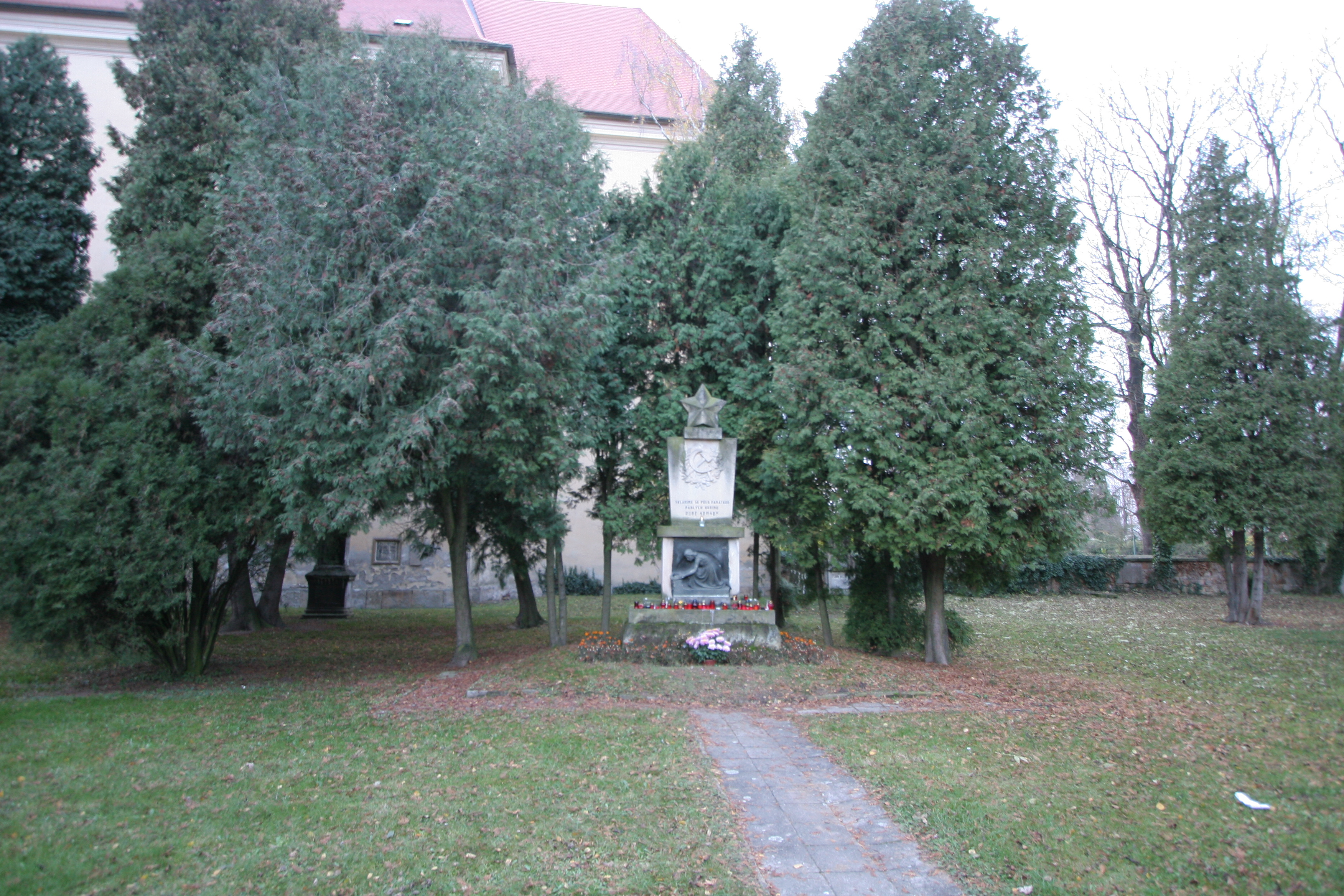
Pomník šesti rudoarmějců
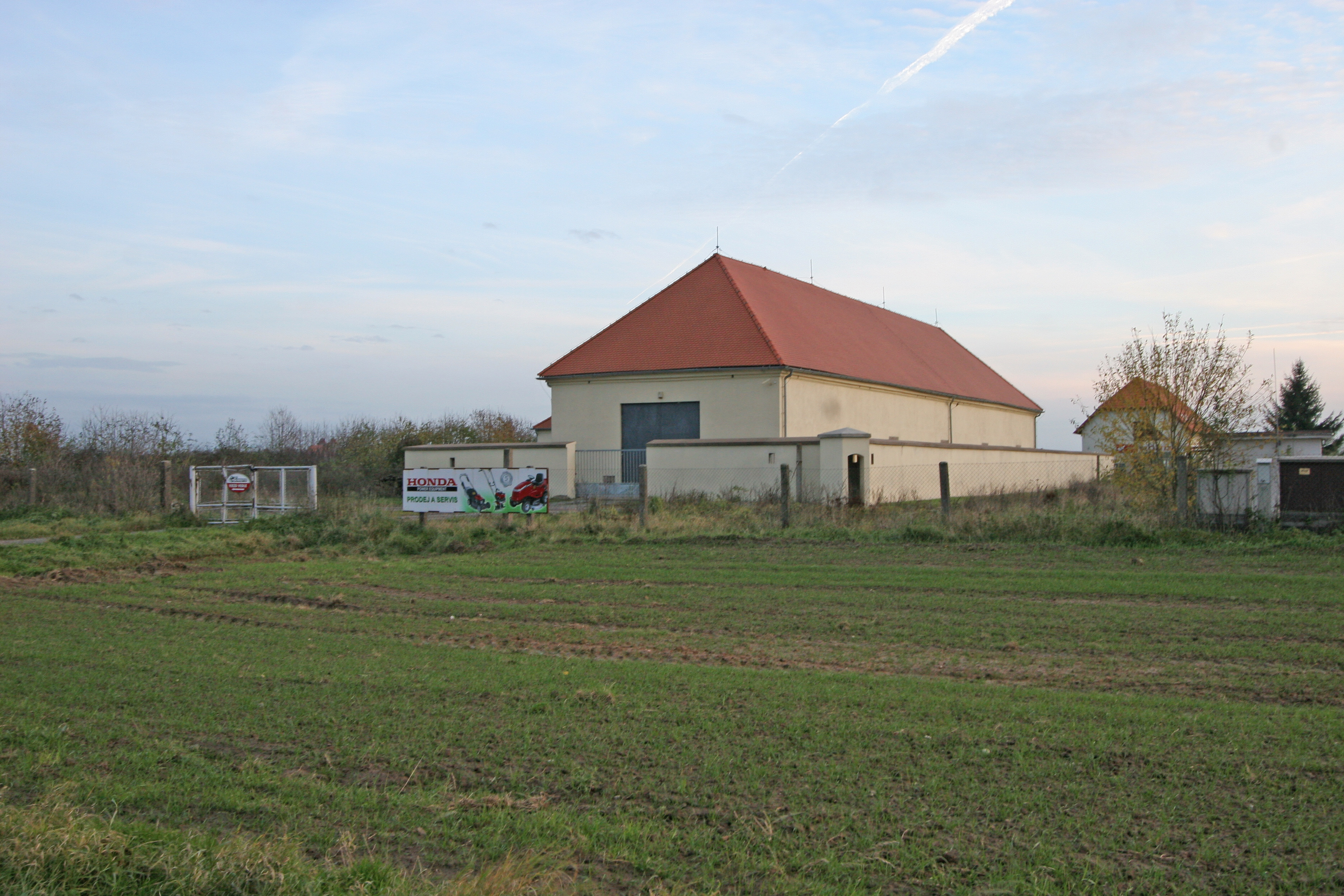
Památkově chráněné muniční sklady u Kuklen